# Huamangai kő

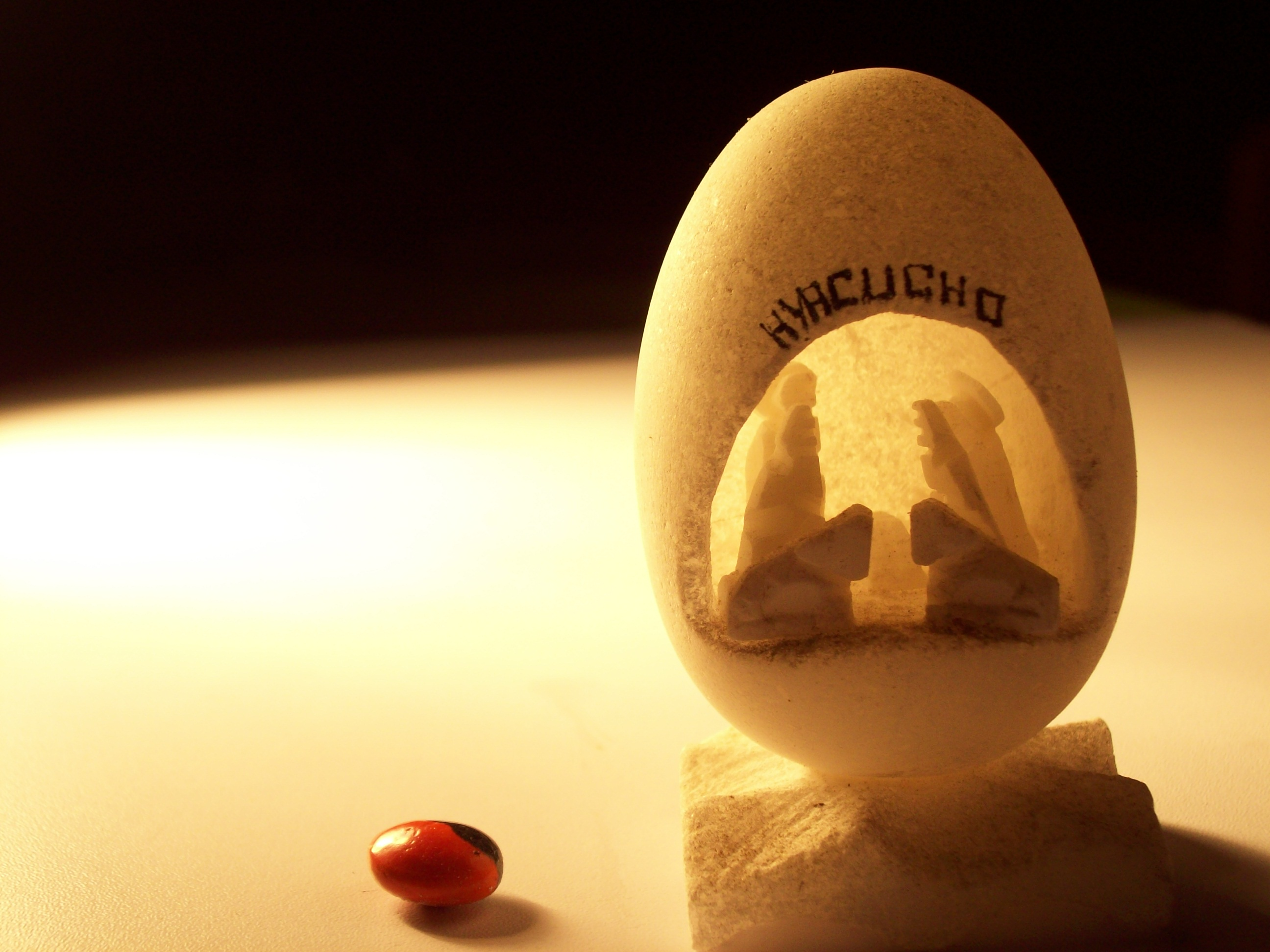
Huamangai kőből készült műalkotás

Az úgynevezett huamangai kő a perui Ayacucho környékén, Huamanga tartományban fellelhető alabástrom, amelynek művészi megmunkálása több évszázados múltra tekint vissza. A kőfaragás hagyományát 2019-ben perui nemzeti kulturális örökséggé nyilvánították.

## Története

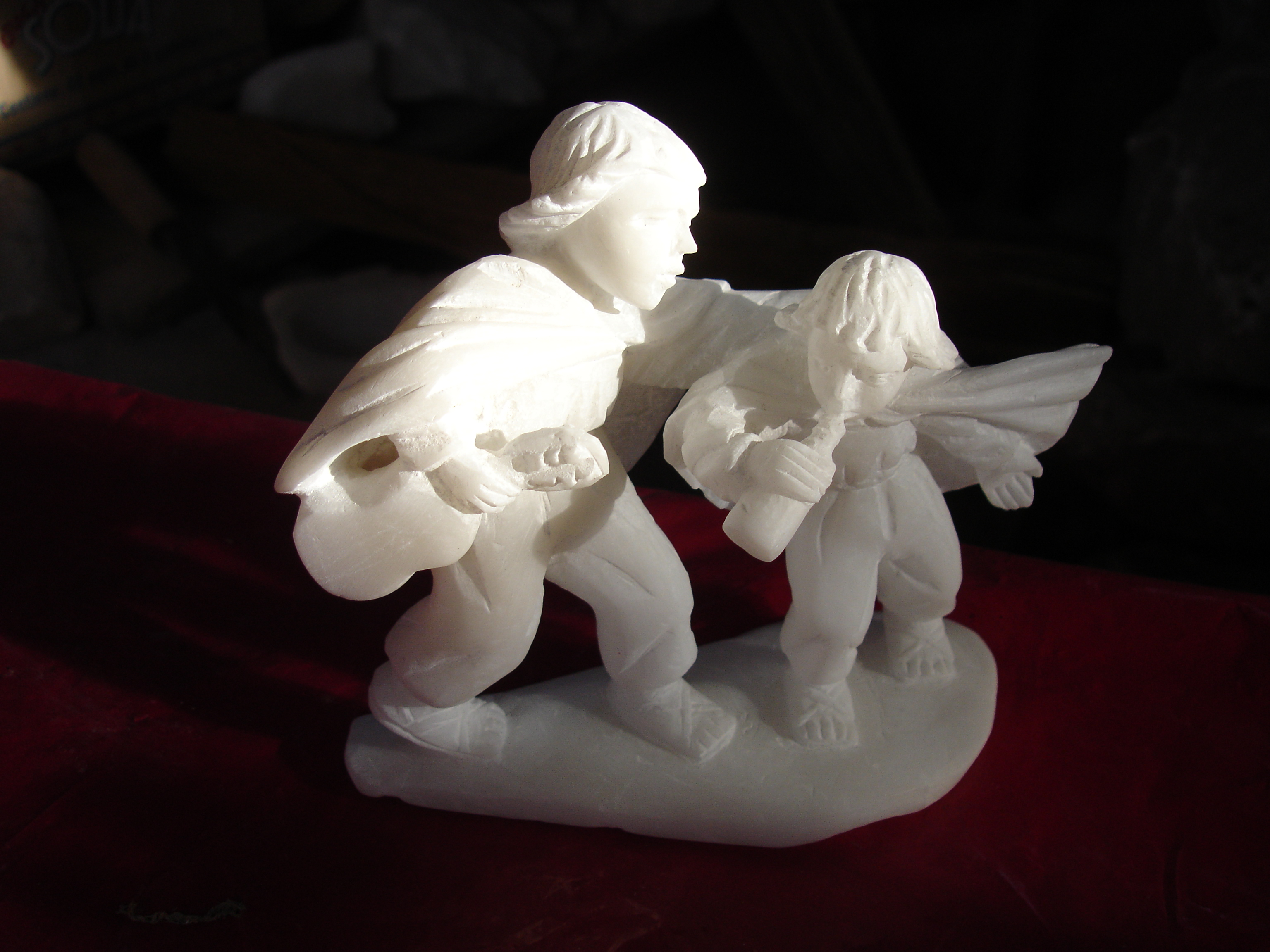
Huamangai kőből készült apró szobrocskák

A huamangai kő megmunkálása, amelyről 1533-ból származik az első feljegyzés, már a spanyol gyarmati időkben is jelentős szerepet játszott a térség életében. A katolikus hittérítők ugyanis a fa- és kőfaragó művészetet is felhasználták a vallás elterjesztéséhez: ebben az időből számos olyan alkotás készült, amelyek például ószövetségi jeleneteket, Jézus és a szentek vagy éppen Szűz Mária életét mutatták be. Mindezeknek köszönhetően a mai Ayacucho (korábbi nevén Huamanga) egy tágabb vidék kézműves- és művészeti központjává vált.
A világi témájú alkotások csak a 18. század második felében kezdtek megjelenni. Kezdetben előszeretettel ábrázoltak allegórikus témák mellett például fiatal zenészeket vagy éppen fekvő nőket. Francia hatásra rokokó és klasszicista stíluselemek jelentek meg, az addigi, spanyol hatásra kialakult felületi színezést fokozatosan elhagyták, és inkább az enkausztika módszerét kezdték alkalmazni. A 19. században megjelentek a kispolgárság és az úri osztály ízlésének megfelelő művek, amelyek például a Spanyolországtól való függetlenedésért történő harcra vagy a Huamanga és Cuzco közti versengésre utaltak. Ezek közé tartozott egy jellegzetes téma: a katona, aki legyőzi a Spanyolországot jelképező oroszlánt. Készítettek emellett „népi” használatú tárgyakat, például sanmarcosnak nevezett ládákat és a hitük szerint a nyáj védelmére szolgáló hordozható oltárokat is. A legtöbb ilyen remekművet névtelenségben maradó alkotók faragták.
A 20. század végefelé a várost sújtó erőszakhullám jelentősen visszavetette a kő megmunkálását, a hagyomány az 1980-as és 1990-es évekre a megszűnés szélére sodródott. A perui kormány és a helyi emberek erőfeszítésének köszönhetően azonban a 21. század első évtizedeiben újra elterjedt: 2019-re már több mint 100 kőfaragó kézművesmester dolgozott Ayacuchóban, akik közül többen országos elismerésekben is részesültek. Több műhelyben oktatómunka is folyik.
2019-ben a huamangai kő megmunkálásának hagyományát perui nemzeti kulturális örökséggé nyilvánították. Ez többek között azzal a kötelezettséggel is jár, hogy művelőinek 5 évente jelentést kell készíteniük a kulturális minisztérium számára az örökség helyzetével, változásaival és az esetleges veszélyeztető tényezőkkel kapcsolatban.